# Zlatno pravilo
Zlatno pravilo morala je temeljno etičko načelo koje propisuje sledeće:
- Čini drugima što želiš sebi (pozitivna forma)[1]
- Ne čini drugima što ne želiš sebi (negativna forma, poznata kao srebrno pravilo)

Univerzalnost zlatnog pravila se ogleda u tome što propisuje jednako odnošenje prema svim ljudima, a ne samo prema pripadnicima svoje grupe. Tokom istorije, mnogi filozofi i verske vođe su isticali razne vidove ovog univerzalnog moralnog načela kao poželjan odnos u ljudskoj zajednici. Zlatno pravilo se nalazi u temeljima raznih etičkih sistema kao i u temelju modernog koncepta ljudskih prava. Zlatno pravilo se nalazi u korenu različitih kultura i moralni standard je za rešavanje njihovih sukoba.
Skupština svetskih religija je 1993. godine usvojila „Deklaraciju prema globalnoj etici“ koja proklamuje zlatno pravilo kao zajedničko načelo za mnoge religije. Inicijalnu deklaraciju je potpisalo 143 predstavnika svih najvećih svetskih religija, uključujući bahai veru, bramanizam, budizam, hrišćanstvo, hinduizam, starosedelačku veru, islam, đainizam, judaizam, neo-paganizam, sikizam, taoizam i zoroastrejstvo.
Zlatno pravilo ne treba mešati sa etikom reciprociteta, u smislu retributivne pravde, čija je poznata maksima „oko za oko, zub za zub“. Nasuprot tome, zlatno pravilo propisuje da ljudima činimo ono što bismo želeli da oni nama čine, bez obzira šta nam oni zaista čine.

## Pojam
Pojam Zlatno pravilo ili zlatni zakon je na zapadu započeo da se koristi 1670-ih. Neki pripisuju imenovanje ovog pravila „zlatnim“ Konfučiju (vidi niže u tekstu).

## Istorija

### Buda
Indijski filozof i duhovni učitelj Sidarta Gotama je na više mesta afirmisao zlatno načelo:
| „                | Ko stavlja sebe na mesto drugoga, taj ne bi ubio niti izazvao drugog da ubije. | ” |
| — Sidarta Gotama |                                                                                |   |

| „ | Onaj ko, tražeći sreću, tlači i povređuje druga bića koja takođe žele sreću, neće dostići srećno odredište. | ” |

### Konfučije
Neki pripisuju imenovanje ovog pravila „zlatnim“ Konfučiju:
| „ | Izvesno da postoji zlatno načelo: Ne činite drugima ono što ne želimo da oni čine nama.“</ref> | ” |

| „           | Nikada ne nameći drugom ono što ne bi izabrao za sebe. | ” |
| — Konfučije |                                                        |   |

### Stari Grci
Zlatno pravilo je bilo često načelo u starogrčkoj filozofiji, obično u negativnoj formi:
- „Izbegavaj činiti ono za šta bi korio druge“. - Tales[12]
- „Ono što ne želiš da te zadesi, nemoj ni ti činiti.“ – Sekstus pitagorejac[13]
- „Ne čini drugim ono što bi te ljutilo da drugi čine.“ – Isokrat[14]
- „Ne treba nikad činiti krivdu zauzvrat, niti se odnositi loše prema bilo kome, bez obzira koliko se prema nama loše poneli.“ – Sokrat

### Isus
Isus iz Nazareta je često afirmisao zlatno pravilo. Jevanđelje po Luki beleži sledeće Isusove reči:
| „      | Kako hoćete da čine vama ljudi činite i vi njima onako. | ” |
| — Isus |                                                         |   |

U čuvenoj Besedi na gori, Isus daje konkretne primere sprovođenja zlatnog pravila, stavljajući ga nasuprot starozavetnom načelu retributivne pravde:
| „ | Čuli ste da je rečeno: »Oko za oko i zub za zub«. A ja vam kažem da se ne protivite zlu; nego ako te ko udari po tvom desnom obrazu, okreni mu i drugi; i onome koji hoće da se parniči s tobom i da ti uzme haljinu, podaj mu i ogrtač; i ko te potera jednu milju, idi sa njim dve. | ” |

| „ | Čuli ste da je kazano: Ljubi bližnjeg svog, i mrzi na neprijatelja svog. A ja vam kažem: ljubite neprijatelje svoje, blagosiljajte one koji vas kunu, činite dobro onima koji na vas mrze i molite se Bogu za one koji vas gone; Da budete sinovi Oca svog koji je na nebesima; jer On zapoveda suncu te obasjava i zle i dobre i daje dažd pravednima i nepravednima. | ” |

Nakon niza primera, Isus pod ovo pravilo podvodi čitavu hebrejsku Toru i proročke knjige:
| „ | Sve dakle što hoćete da čine vama ljudi, činite i vi njima: jer je to Zakon i proroci. | ” |

### Muhamed
Islamski prorok Muhamed na više mesta jasno afirmiše zlatno moralno pravilo:
| „         | Želi ljudima ono što želiš sebi. | ” |
| — Muhamed |                                  |   |

On dalje pojašnjava ovo temeljno načelo konkretnim primerima:
| „ | Budite dobri i poslušni prema roditeljima, pa će i vaša djeca biti dobra i poslušna. Suzdržite se od tuđih žena, pa će i drugi biti suzdržani od vaših. | ” |

| „ | Budi blag prema onome ko je prema tebi bezobziran, praštaj onome ko ti čini nepravdu, daj onome ko tebe lišava i pomaži onoga ko tebe napušta. | ” |

| „ | Oprosti, i ne otežavaj, da ne bi otežali i tebi. | ” |

Pojašnjavajući svojih učenicima zlatno pravilo, Muhamed ga stavlja nasuprot etici reciprociteta:
| „ | Nemojte govoriti: »Ako nam ljudi budu činili dobro i mi ćemo njima činiti dobro, a ako nam budu činili zlo i nepravdu i mi ćemo njima uzvratiti zlo i nepravdu«. Budite pri sebi. Ako vam ljudi učine neko dobro, učinite i vi njima dobro, a ako vam učine neko zlo, nemojte im uzvraćati zlim niti im zbog toga činiti neku nepravdu. | ” |

### Kant
Nemački filozof Imanuel Kant formuliše kategorički imperativ koji uzima kao temeljno načelo univerzalnog morala.
| „      | Deluj samo po onom moralu, za koga istovremeno želiš da postane opšti zakon. | ” |
| — Kant |                                                                              |   |

Primer njegove upotrebe bio bi: "ako ne želim da krađa postane opšti zakon, onda ne smem ni ja krasti". Ovaj apriorični princip važi uvek i svuda, jer je osnova praktičnog uma. Za Kanta ne postoji situacija u kojoj kategorički imperativ može biti zanemaren.

## Kritika
Neki filozofi su kritikovali zlatno pravilo kao neodrživo. Džordž Bernard Šo je govorio:
| „                   | Nemoj činiti drugima kao što bi želeo da oni čine tebi. Možda vam se ukusi razlikuju. | ” |
| — Džordž Bernard Šo |                                                                                       |   |

Šo ukazuje da ako ne delimo vrednosti sa drugima, način na koji želimo da nas tretiraju nije način na koji oni žele da budu tretirani. Na primer, kaže se da je sadista samo mazohista koji sledi zlatno pravilo. Još jedan primer neodrživosti je čovek koji ulazi u bar tražeći tuču.
Volter Terens Stejs u odgovor na Šoove kritike piše da je njegova zamerka o različitim ukusima na mestu ali da je prevideo da načelo „čini kao što bi želeo da ti se čini“ podrazumeva uzimanje u obzir nečijeg ukusa, kao što bismo želeli da neko uzme naš u obzir. Stoga, zlatno pravilo i dalje može izražavati suštinu univerzalne moralnosti „čak iako nema dva čoveka na svetu koji dele zajednički ukus.“
Karl Poper je pisao: „Zlatno pravilo je dobar standard koji dalje unapređujemo čineći drugima, bilo šta razumno, što bi oni želeli da im bude učinjeno.“ Ovaj koncept je kasnije nazvan „platinumsko pravilo“.

## Literatura
- See also:
- Anderson, Elizabeth (2007). „If God Is Dead, Is Everything Permitted?”.  Ур.: Hitchens, Christopher. The Portable Atheist: Essential Readings for the Nonbeliever. Philadelphia: Da Capo Press. ISBN 978-0-306-81608-6.
- Blackburn, Simon (2001). Ethics: A Very Short Introduction. Oxford: Oxford University Press. ISBN 978-0-19-280442-6.
- Brunner, Emil (2002). The Divine Imperative: A Study in Christian Ethics. James Clarke & Co. ISBN 978-0-7188-9045-2.
- Childress, James F.; Macquarrie, John, ур. (1986). The Westminster Dictionary of Christian Ethics. Philadelphia: The Westminster Press. ISBN 978-0-664-20940-7.
- Harper, Kyle (2013). From Shame to Sin. Harvard University Press. ISBN 978-0-674-07456-9.
- Hill, Jonathan (2005). What Has Christianity Ever Done for Us?: Its Role in Shaping the World Today. Lion. ISBN 978-0-7459-5168-3.
- Hill, Jonathan (2013). The History of Christian Thought. Lion. ISBN 978-0-7459-5763-0.
- Long, D. Stephen (2010). Christian Ethics: A Very Short Introduction. Oxford: Oxford University Press. ISBN 978-0-19-956886-4.

## Spoljašnje veze
- The Golden Rule Movie A teaching resource.
- Golden Rule Day Архивирано 22 октобар 2022 на сајту  An annual global event every April 5.
- Golden Rule Project - learning tools, etc. (based in Salt Lake City, Utah, US)
- Monmouth Center for World Religions and Ethical Thought. The Golden Rule
- Puka, Bill. „The Golden Rule”. Internet Encyclopedia of Philosophy.
- Scarboro Mission. The Golden Rule Educational, participatory, and interactive resources including videos, exercises, multi-disciplinary commentaries, The Golden Rule Poster, and interfaith dialogues on the Golden Rule.
- St Columbans Mission Society – Interfaith Relations. The Golden Rule The Golden Rule Poster, etc.